# Volyn oblast
Volyn oblast (ukrainsk: Волинська область, tr. Volynska oblast) er en af Ukraines 24 oblaster beliggende i den nordlige del af Ukraine.
Volyn oblast blev grundlagt 4. december 1939. Oblasten har et areal på 20.143 km2
og et indbyggertal på 1.021.356 (2022) indbyggere. Det administrative center for Volyn oblast er placeret i byen Lutsk (215.986(2022) indbyggere). Andre større byer i Volyn oblast er Kovel (69.308), Novovolynsk (57.936), Volodymyr (38.894) og Kivertsi (14.916).
Mod vest grænser oblasten op til Polen (voivodskabet Lublin), mod nord op til Hviderusland (Brest voblast), mod øst til Rivne oblast og mod syd til Lviv oblast. Oblasten ligger centralt i den historiske region Volhynien som af oblastens våbenskjold, der har et hvidt kors på en rød baggrund.
I de sydlige dele af oblasten rejser det volynske højland til højder op til 341 moh.
Der er 130 floder med en længde på 10 km eller mere i Volyn oblast. De vigtigste floder i oblastenen er Vestlige Bug og Pripjat. I den sydlige og vestlige del af oblasten passerer det vigtigste europæiske vandskel, der adskiller afvandingsområderne for Sortehavet og Østersøen, herunder floderne Dnepr og Wisła. Pripjat Turija, Stokhid, Styr er bifloder til Dnepr. Langs den vestlige grænse i Wisłas afvandingsområde findes Vestlige Bug der har 24 bifloden (dens største af dem Luga).

## Byer i Volyn oblast
| #  | Byområde         | Indbyggere    |
| -- | ---------------- | ------------- |
| 1  | Lutsk            | 215.986(2022) |
| 2  | Kovel            | 67.575(2022)  |
| 3  | Novovolynsk      | 49.772(2022)  |
| 4  | Volodymyr        | 37.910(2022)  |
| 5  | Kivertsi         | 13.798(2022)  |
| 6  | Rozjysjtje       | 12.483(2022)  |
| 7  | Kamin-Kasjyrskyj | 12.477(2022)  |
| 8  | Ljuboml          | 10.295(2022)  |
| 9  | Horokhiv         | 8.925(2022)   |
| 10 | Ustyluh          | 2.060(2022)   |
| 11 | Berestetjko      | 1.630(2022)   |